# Microlepidozia sylvatica
Microlepidozia sylvatica là một loài Rêu trong họ Lepidoziaceae. Loài này được Jörg. mô tả khoa học đầu tiên..